# Eberhard Kahle
Eberhard Kahle (* 3. Juli 1936 in Demitz-Thumitz; † 29. Juni 2014 ebenda) war ein deutscher Gebrauchsgrafiker, Buchgestalter und Typograf.

## Leben und Werk
Kahle absolvierte ab 1950 eine Lehre als Schriftsetzer und war dann in seinem Beruf tätig. Von 1960 bis 1970 arbeitet er als Buchgestal-ter und Herstellungsleiter beim Domowina-Verlag Bautzen. Daneben gestaltet er u. a. gelegentlich auch Ausstellungskataloge. Von 1961 bis 1966 machte er ein Fernstudium an der Ingenieurschule für Polygrafie „Otto Grotewohl“ in Leipzig und von 1967 bis 1971 an der Hochschule für Grafik und Buchkunst Leipzig. Von 1970 bis 1976 war er Künstlerisch-Technischer Leiter und ab 1976 Künstlerischer Leiter des Domowina-Verlags. Er war bis 1990 Mitglied des Verbands Bildender Künstler der DDR. Bis 2003 hatte Kahle etwa 400 Buchtitel gestaltet.
Kahle war mit Erika Kahle verheiratet und hatte mit ihr den Sohn Ingo.
Er wurde auf dem Friedhof Demnitz-Thumnitz beigesetzt.

## Fotografische Darstellung Kahles
- Jürgen Matschie: Eberhard Kahle (1988)[2]

## Werkbeispiele

### Als Buchgestalter
- Isolde Gardos (Auswahl und Vorwort): Wie der Vogel – so das Lied. Sorbische Sprichwörter. Domowina-Verlag, 1978 (mit Illustrationen von Christa Jahr. 1978 Auszeichnung im Wettbewerb Schönste Bücher der DDR)
- Lukian: Hetären-Gespräche. Eulenspiegel Verlag, Berlin, 1983 (mit Illustrationen von Inge Jastram)
- Friedemann Berger u. a. (Zusammenstellung): In jenen Tagen … Schriftsteller zwischen Reichstagsbrand und Bücherverbrennung. Im Gedenken an die Bücherverbrennung 10. Mai 1933. Eine Dokumentation. Kiepenheuer Verlag Leipzig, Weimar, 1983 (Geleitwort Jürgen Kuczynski)
- Ingrid Prignitz (Hrsg.): Urworte Deutsch. Aus Steputats Reimlexikon gezogen von Franz Fühmannn. Hinstorff Verlag Rostock, 1989 (mit Collagen von Alfred Traugott Mörstedt)
- Dietrich Scholze (Hrsg.): Fliegender Herbst. Gedichte und kurze Prosa. Domowina-Verlag, 1994 (mit Illustrationen von Karl-Georg Hirsch)
- Benedikt Dyrlich: Jakub und das Katzensilber. Heiterer Abenteuerroman für junge Leser. Domowina Verlag, 2001 (mit Illustrationen von Egbert Herfurth)

### Als Typograf originalgrafischer Editionen
- Monika Pawlowa (Hrsg.): Surowa Strofa. Humor Dolnych Serbow. (Die grausame Strafe. Humor der Niedersorben). Domowina Verlag, 1973 (mit Holzstichen von Karl-Georg Hirsch)
- Ach, sie läßt es nicht geschehen. Verlag Karl Quarch, Leipzig, 1974 (Mappe mit 5 handkolorierten Holzstichen von Karl-Georg Hirsch zu Versen von Frank Wedekind)

## Teilnahme an zentralen und wichtigen regionalen Ausstellungen in der DDR
- 1972 bis 1988: Dresden, VII. bis X. Kunstausstellung der DDR
- 1974, 1979 und 1985: Dresden, Bezirkskunstausstellungen